# Colonia Oriental
Colonia Oriental är en ort i Mexiko.   Den ligger i kommunen Amacuzac och delstaten Morelos, i den sydöstra delen av landet, 100 km söder om huvudstaden Mexico City. Colonia Oriental ligger 954 meter över havet och antalet invånare är 254.
Terrängen runt Colonia Oriental är varierad. Runt Colonia Oriental är det ganska tätbefolkat, med 104 invånare per kvadratkilometer. Närmaste större samhälle är Puente de Ixtla, 7,5 km nordost om Colonia Oriental. Omgivningarna runt Colonia Oriental är en mosaik av jordbruksmark och naturlig växtlighet.